# جزيرة نوتكا
جزيرة نوتكا (بالفرنسية: île Nootka) هي جزيرة مجاورة لجزيرة فانكوفر في كولومبيا البريطانية، كندا. تبلغ مساحتها 510 كيلومترات مربعة (200 ميل مربع). يفصلها عن جزيرة فانكوفر ناصفة نوتكا وأجوانها الجانبية، وتقع داخل المنطقة الانتخابية A من منطقة ستراثكونا الإقليمية.
أطلق الأوروبيون اسم نوتكا على الجزيرة بلغة Nuu-chah-nulth وتعني "حوم، تجول". من المحتمل أنهم اعتقدوا أن السكان الأصليين كانوا يشيرون إلى الجزيرة نفسها. قام كل من الإسبان والإنجليز فيما بعد بإطلاق ذات التسمية على الجزيرة والناصفة، معتقدين أنهم كانوا يسمون كلاهما على اسم الشعب.
في الثمانينيات من القرن الماضي، ابتكرت شعوب الأمم الأولى في المنطقة الاسم الذاتي الجماعي لنو-شَه-نولث Nuu-chah-nulth، وهو مصطلح يعني "على طول الخارج (لجزيرة فانكوفر)". كان المصطلح الأقدم لهذه المجموعة من الشعوب هو اهت"Aht"، والذي يعني "الأشخاص" في لغتهم وهو عنصر في جميع أسماء مجموعاتهم الفرعية وبعض المواقع (مثل Yuquot و Mowachaht و Kyuquot و Opitsaht وما إلى ذلك).

## المناخ
| البيانات المناخية لـنوتكا (1981-2010) | البيانات المناخية لـنوتكا (1981-2010) | البيانات المناخية لـنوتكا (1981-2010) | البيانات المناخية لـنوتكا (1981-2010) | البيانات المناخية لـنوتكا (1981-2010) | البيانات المناخية لـنوتكا (1981-2010) | البيانات المناخية لـنوتكا (1981-2010) | البيانات المناخية لـنوتكا (1981-2010) | البيانات المناخية لـنوتكا (1981-2010) | البيانات المناخية لـنوتكا (1981-2010) | البيانات المناخية لـنوتكا (1981-2010) | البيانات المناخية لـنوتكا (1981-2010) | البيانات المناخية لـنوتكا (1981-2010) | البيانات المناخية لـنوتكا (1981-2010) |
| الشهر                                 | يناير                                 | فبراير                                | مارس                                  | أبريل                                 | مايو                                  | يونيو                                 | يوليو                                 | أغسطس                                 | سبتمبر                                | أكتوبر                                | نوفمبر                                | ديسمبر                                | المعدل السنوي                         |
| ------------------------------------- | ------------------------------------- | ------------------------------------- | ------------------------------------- | ------------------------------------- | ------------------------------------- | ------------------------------------- | ------------------------------------- | ------------------------------------- | ------------------------------------- | ------------------------------------- | ------------------------------------- | ------------------------------------- | ------------------------------------- |
| الدرجة القصوى °م (°ف)                 | 18.5 (65.3)                           | 16.5 (61.7)                           | 18.5 (65.3)                           | 23.0 (73.4)                           | 27.5 (81.5)                           | 30.0 (86.0)                           | 34.0 (93.2)                           | 34.0 (93.2)                           | 26.5 (79.7)                           | 22.5 (72.5)                           | 22.5 (72.5)                           | 18.0 (64.4)                           | 34.0 (93.2)                           |
| متوسط درجة الحرارة الكبرى °م (°ف)     | 7.4 (45.3)                            | 8.2 (46.8)                            | 9.8 (49.6)                            | 11.9 (53.4)                           | 14.7 (58.5)                           | 16.9 (62.4)                           | 19.1 (66.4)                           | 19.5 (67.1)                           | 17.7 (63.9)                           | 13.2 (55.8)                           | 9.0 (48.2)                            | 7.2 (45.0)                            | 12.9 (55.2)                           |
| المتوسط اليومي °م (°ف)                | 5.6 (42.1)                            | 5.9 (42.6)                            | 7.1 (44.8)                            | 8.8 (47.8)                            | 11.5 (52.7)                           | 13.7 (56.7)                           | 15.8 (60.4)                           | 16.3 (61.3)                           | 14.7 (58.5)                           | 10.8 (51.4)                           | 7.1 (44.8)                            | 5.4 (41.7)                            | 10.2 (50.4)                           |
| متوسط درجة الحرارة الصغرى °م (°ف)     | 3.7 (38.7)                            | 3.5 (38.3)                            | 4.3 (39.7)                            | 5.7 (42.3)                            | 8.3 (46.9)                            | 10.6 (51.1)                           | 12.4 (54.3)                           | 13.0 (55.4)                           | 11.6 (52.9)                           | 8.4 (47.1)                            | 5.1 (41.2)                            | 3.5 (38.3)                            | 7.5 (45.5)                            |
| أدنى درجة حرارة °م (°ف)               | −6.5 (20.3)                           | −10.0 (14.0)                          | −3.0 (26.6)                           | 0.0 (32.0)                            | 1.0 (33.8)                            | 5.0 (41.0)                            | 6.0 (42.8)                            | 9.0 (48.2)                            | 5.0 (41.0)                            | −1.0 (30.2)                           | −7.0 (19.4)                           | −5.5 (22.1)                           | −10.0 (14.0)                          |
| الهطول مم (إنش)                       | 471.6 (18.57)                         | 325.4 (12.81)                         | 314.2 (12.37)                         | 264.6 (10.42)                         | 169.0 (6.65)                          | 147.3 (5.80)                          | 79.4 (3.13)                           | 99.4 (3.91)                           | 145.4 (5.72)                          | 355.5 (14.00)                         | 480.2 (18.91)                         | 427.7 (16.84)                         | 3٬279٫7 (129.12)                      |
| المصدر: Environment Canada            |                                       |                                       |                                       |                                       |                                       |                                       |                                       |                                       |                                       |                                       |                                       |                                       |                                       |